# Сплин
«Сплін» (рос. Сплин, від англ. spleen —селезінка, меланхолія, туга, нудьга) — російський рок-гурт з Санкт-Петербурга. Незмінний лідер — Олександр Васильєв. Датою народження гурту вважається 27 травня 1994. 
Назва гурту виникла під впливом рядків вірша російського поета Срібного століття Саші Чорного, на основі якого було створено пісню «Под сурдинку» з першого альбому (Пыльная быль).

## Історія

### Колектив «Мітра» та альбом«Пыльная быль»
У 1986 році Олександр Васильєв, навчаючись в Ленінградському інституті авіаційного приладобудування, познайомився з Олександром Морозовим (на прізвисько Морріс), граючим на бас-гітарі. Пізніше Васильєв згадував: «Все відбулося спонтанно: один приятель покликав мене на репетицію до групи, де грав наш нинішній басист Саша Морозов. Там ми і познайомилися. Нам було по 16—17 років, коли ми зібрали першу групу». Саме цей музичний дует (шкільно-інститутська група), під назвою «Мітра», став прообразом групи «Сплін».
Перші пісні Васильєва були записані в домашніх умовах, на квартирі Морозова, у якого був магнітофон «Рекорд» та мікрофон. У складі колективу «Мітра» згодом було ще кілька людей, в тому числі Олег Куваєв (майбутній творець мультиплікаційного Flash-серіалу «Масяня») та майбутня дружина Васильєва — Олександра. «Мітра» намагалася вступити до Ленінградського рок-клубу, але не пройшла прослуховування у Анатолія Гуницького. У 1988 році, провчившись два роки, Васильєв пішов служити до армії, де служив писарем в будбаті. Там він починав писати пісні, частина яких згодом потрапила на альбом «Пыльная быль». Після демобілізації, у 1992 році, за допомогою Олега Куваєва він влаштувався на місце монтувальника сцени в Ленінградському академічному театрі комедії, а після поступив до театрального інституту, на відділення економіки. Навчання він поєднував з роботою монтувальника сцени, нічного сторожа та роботою на кондитерській фабриці. У 1993 році він зустрівся з Морозовим, і вони влаштувалися працювати в театр «Буф», де познайомилися з клавішником Миколою Ростовським. І навесні 1994 року вони звільняються.
Музиканти заробляли кошти на запис дебютного альбому різними способами. У пошуках заробітку вони навіть знялися в рекламі: "А сталося це так: в 1994-му році, коли грошей на існування не було взагалі, фірма " Союз — контракт « запропонувала мені наспівати рекламний ролик, на мотив „Who is developed“ Пола Маккартні. У мене не вийшло, заспівав Стас, наш гітарист. Це була реклама „ Херші-коли“» — згадував Васильєв цей підробіток. Сам альбом «Пыльная быль» було записано в звуковий студії театру «Буф» за допомогою сесійних музикантів.
27 травня 1994 майбутній склад групи зібрався в ресторані, щоб відзначити закінчення процесу запису альбому, де вони і познайомилися з гітаристом Стасом Березовським. Саме ця дата стала вважатися днем народження групи «Сплін». Згодом до складу групи було включено барабанщика Миколу Лисова. Альбом виявився популярним та розійшовся по Санкт-Петербургу тиражем близько 10 тисяч аудіокасет, а дві пісні з альбому («Жертва талого льда» та «Сказка») потрапили в ефіри радіостанцій Петербурга. Згодом альбом перевидавався двічі на компакт-дисках різними лейблами (1997 — Sound Product, 2002 — «Мистерия звука»). Перша офіційна поява групи на публіці відбулася в тому ж році в рок-клубі «Засада». У 1995 році Васильєв з групою записує Demo альбому «Коллекционер оружия» в Пітері. Перший варіант сильно відрізнявся від альбому випущеного у 1996 році. У першому варіанті була пісня «Самолёт», а також на першому варіанті було 8 пісень, а не 10. У тому ж році Олександр Васильєв приїжджає в Москву з кліпом «Будь моей тенью» і з Demo-записами нового альбому. Успішне відвідування «Останкіно» — і через кілька днів відео вже «крутилося» на ОРТ. З цього кліпу гурт набуває нових слухачів.

### 1997—2005
У квітні 1997 року виходить альбом «Фонарь под глазом». Група швидко набирає популярність, її пісні починають транслювати на радіостанціях, а у 1997 році групі пропонують виступити на другому рок-фестивалі «Максидром». Тоді ж було відіграно перший концерт у Палаці спорту «Ювілейний» (Санкт-Петербург), визнаний провальним. Проте такий концерт, зіграний в Лужниках, закінчився повним фурором. А влітку 1997 року група знайшла нового продюсера Олександра Пономарьова.
На початку 1998 року нещодавно створений лейбл «ОРТ Рекордз» укладає контракт з перспективною групою на видання четвертого альбому, що вийшов 1998 року під назвою «Гранатовый альбом», після якого група стає по-справжньому знаменитою. У серпні того ж року «Сплін» виступає на розігріві у «The Rolling Stones». У вересні 1998 року до групи приходять музикант Яник Ніколенко та новий барабанщик Сергій Наветний.
Соліст та лідер групи продовжує експериментувати зі стилем, звучанням та текстом пісень. Результатом цих експериментів став альбом «Альтависта». Після деякого затишшя 25 березня 2001 виходить альбом «25 кадр», записаний та зведений на студії Андрія Бочко звукорежисером Сергієм Большаковим, після чого група разом з «БИ-2» організовує спільний тур «Fellini», який проходить в 22 містах Росії та зарубіжжя.
У лютому 2002 виходить подвійний диск «Акустика» — запис акустичного концерту, зіграного в Театрі імені Станіславського 9 грудня 2001. У вересні 2002 виходить перший сингл «Гандбол» (на якому, крім однойменної пісні, були присутні пісня «Северо-Запад», відеокліп «Пластмассовая жизнь» і flash-ролик «спЛин feat Масяня»Масяня, намальований Олегом Куваєвим). У грудні 2002 року пісня «Новые люди» відкриває новорічний ефір «Нашого радіо».
14 лютого 2003 виходить альбом «Новые люди», який був записаний на студії МГСУ.
Після всіх альбомів, до 10-річчя групи в квітні 2004 несподівано для фанатів виходить сольний альбом Олександра Васильєва «Черновики», в якому були зібрані пісні, написані Олександром в період з 1988 по 2003.
18 травня 2004 виходить другий сингл «Романс». На ньому представлена заголовна пісня в трьох варіантах, а також інструментальна композиція «Шаги».
Влітку 2004 з'являються чутки, що група розпадається, проте сам Васильєв їх спростовує.
17 листопада 2004 виходить альбом «Реверсивная хроника событий».
Через кілька місяців після запису альбому від втоми з групи йде барабанщик Сергій Наветний. На його місце беруть Олексія Мещерякова.

### «Раздвоение личности»(2005—2007)
17 жовтня 2005 група приступила до запису чергового дев'ятого номерного альбому, що переривається гастролями по Північній Америці в Сан-Франциско, Чикаго, Нью-Йорку та Бостоні. 2 квітня 2006 група бере участь у фестивалі «Премия Fuzz» на великій арені Санкт-Петербурзького палацу спорту «Ювілейний». На подив публіки та музичних критиків, зіграно всього 4 пісні, причому абсолютно нові і незнайомі для більшості глядачів. На виступі був відсутній гітарист групи Стас Березовський. Замість нього виступають два музиканта — колишній гітарист групи «Едипов комплекс» (група флейтиста Яна Ніколенко) Володимир Коляда та «бойовий товариш минулих років» Олексія Мещерякова, Інокентій Агафонов. знову починаються мусуватися чутки про розпад групи. Непрямим підтвердженням цього став виступ групи в московському клубі «Точка», на якому виступали два нових гітариста (Володимир Коляда та Інокентій Агафонов). На запитання: «Де Березовський?», Васильєв спочатку віджартовується: «У Лондоні», а потім повідомляє, що беззмінний гітарист «пішов у вільне плавання». Пізніше (наприкінці квітня) на офіційному сайті з'являється повідомлення про відхід з групи флейтиста Яна Ніколенко та одного з двох нових гітаристів — Володимира Коляди. Окрім повідомлення на сайті, ніяких коментарів з боку групи НЕ надходить. Незважаючи на кардинальні зміни складу, група продовжує записувати новий альбом. У червні 2006 з групи йде другий новий гітарист Інокентій Агафонов. Ніяких коментарів з боку Олександра Васильєва як і раніше не надходить. На фестивалі «Нашествие» група відіграє вчотирьох.
5 січня 2007 група на офіційному сайті оголошує про зміну складу. До групи прийшов новий басист Дмитро Кунін, в минулому грав в одному колективі з барабанщиком Олексієм Мещеряковим. Через зміну складу Вадим Сергєєв повернувся до гри на електрогітарі.
7 лютого 2007 вийшов черговий альбом «Раздвоение личности». Незважаючи на те, що в альбомі достатньо велике число пісень — їх 17, під час студійних сесій записані для цього альбому були як мінімум 19 треків. Дві пісні («3007» та «Ковчег») не ввійшли до платівки. Пісня «З007» з осені 2005 року гралася майже на кожному концерті групи, навіть «відкривала» деякі концерти, і сприймалася шанувальниками, як одна з «центрових» пісень майбутнього альбому. Тим не менш, в прес-релізі альбому, опублікованому наприкінці грудня 2006 року, Васильєв заявив, що  ""3007 «відмінно звучить на концертах, але в записі ця пісня багато втрачає, тому ми поки відклали її» . Пісня «Ковчег» не потрапляє на платівку, оскільки «вогкувата» на думку самих музикантів групи. 
Пісня «Ковчег» стала доступна більш-менш широкої аудиторії лише 6 січня 2008 року, коли на хвилях радіостанції «Наше радіо» прозвучала програма «Різдвяний концерт» — півгодинний акустичний міні-концерт, спеціально для трансляції по «Нашому радіо» записаний групою «Сплін» напередодні Нового року в студії.

### «Сигнал из космоса»(2009)
2009 рік група присвячує запису нового студійного альбому та гастролям по Росії та країнам СНД. Першим свідченням про роботу став вірш Васильєва «Катиться камень», який пізніше було перетворено групою в пісню.
Першим синглом альбому стала пісня «Больше Никакого Рок'н’Ролла». Новий альбом «Сигнал из космоса» вийшов 22 вересня 2009 року
У альбом увійшли нові пісні, складені за попередні два з половиною роки. При цьому записаний він був всього за 10 днів, ще 10 днів знадобилося на його зведення. Платівка була записана на відомій пітерської студії «Добролет». Спочатку, за пропозицією групи «Аквариум», альбом зводився в Лондоні на Livingston Studios. Однак після початку роботи музиканти вирішили, що звучання зведених пісень їх не влаштовує, і перенесли зведення до Санкт-Петербургу.
Всі пісні були записані штатним складом групи, однак, в альбом ще увійшло соло на трубі учасника групи «Spitfire» Романа Паригіна. Також в записі брали участь перкусіоніст «Markscheider Kunst» Кирило Іпатов, дівочий струнний квартет та дитячий хор, який виконав свою партію у пісні «Вниз головой».

Васильєв так висловився про вибір назви для альбому: 
|  | Все крутилося навколо теми космосу, це головна тема всіх пісень. Були різні назви — символи невагомості, вони були близькими, але не зовсім підходящими. А хотілося назву, близьку до назви дитячої книжки, щоб дітям було цікаво, бо якщо дітям це буде цікаво, то і дорослі потягнуться. |

### «Обман зрения»(2012)
27 травня 2010 на офіційному сайті групи, в день 50-річчя з дня народження Олександра Башлачова, з'являється повідомлення про те, що група, можливо, візьме участь у записі триб'юту на пісні музиканта. У перші місяці літа на студії була записано пісню «Петербургская свадьба» на слова Башлачова, 30 липня 2010 року її було вперше виконано на концерті в московському клубі «B1 Maximum».
7 лютого 2011 на сайті з'являється саморобний кліп на нову пісню «Летела жизнь», що стала першим синглом з нового альбому групи.
Літо 2011 група витратила на запис демо-версій пісень для нової платівки, до студійного запису якої приступила восени того ж року.
2 жовтня, на концерті в Ростові-на-Дону, Олександр Васильєв зачитав новий вірш «Мы пилим бюджет», текст якого з'явився наступного дня на сайті групи.
В останні дні року на концерті в Твері відбулося дебютне виконання пісні «Чудак».
Початок весни ознаменувався прем'єрою пісні «Ковш», що відбулася 2 березня в московському клубі «Б2», а також зйомками кліпу на пісню «Страшная тайна», що стала другим синглом з нового альбому та відправлену на радіо 30 березня. Прем'єра ж кліпу сталася 6 квітня.
На концертах в травні групою виконується вже всі 5 нових пісень: «Летела жизнь», «Петербургская свадьба», «Чудак», «Ковш» та «Страшная тайна».
29 травня на сайті групи з'являється новий вірш «Ряд Фибоначчи», через 2 дні цей твір було виконано групою на концерті в московському «Зеленому театрі». На цьому ж виступі відбулася ще одна прем'єра — під завісу вечора група відіграла нову пісню «Волшебное слово».
На початку червня на сайті з'являється вільний авторський переклад «Ряду Фібоначчі» на англійську мову, що має назву «The Splean». 7 червня на сайт було викладено саморобний кліп на цю композицію.
На прес-конференції, що відбулася 29 червня перед виступом групи на фестивалі «The Best City» у Дніпропетровську, Олександр Васильєв підтвердив, що вихід альбому відбудеться на початку осені 2012 року.
4 вересня «Сплін» представив кавер-версію пісні «Пепел» групи «Акваріум». 21 вересня на «Нашому радіо» відбулася прем'єра пісні «Дочь самурая». Альбом вийшов 8 жовтня 2012 року.

### «Резонанс»(2014)
Восени 2013 року стало відомо, що колектив готує новий альбом. Незабаром було анонсовано пісню «Мороз по коже». Вона вийшла 29 листопада на iTunes Store та Google Play, а також на CD обмеженим тиражем. Публіці трек «Мороз по коже» було презентовано в день виходу, 29 листопада, в Києві, в концертному клубі «StereoPlaza». Через деякий час на пісню з'явився відеокліп. 5 грудня в програмі «Вторая смена» на «Нашому радіо» Олександр Васильєв повідомив, що альбом, швидше за все, вийде 1 березня 2014.
14 лютого 2014 під час виступу на врученні премії «Чартовая дюжина» Олександр Васильєв оголосив, що новий альбом буде називатися «Резонанс» та вийде 1 березня. Трохи пізніше стало відомо, що альбом буде поділений на дві частини.
1 березня альбом став доступний для покупки в сервісах ITunes, Google Play і на офіційному сайті. Весь альбом також стало можливим прослухати в сервісі Яндекс Музика і на YouTube.
24 вересня на сайті сервісу Яндекс. Музика було представлено альбом "Резонанс. Частина 2 ". Того ж дня альбом став доступний в iTunes і Google Play. Офіційний реліз альбому відбувся 25 вересня.

## Склад

### Музиканти, що були частиною гурту
Крім перерахованих на схемі, у 2006 році роль гітариста на короткочасний термін займали Володимир Коляда ("Эдипов комплекс") та Інокентій Агафонов (останнім часом працює з групою «Сплін» як технік сцени). Олександр Морозов (Морріс) зараз є менеджером групи, Сергій Наветний (Нава) — працює над сольним проектом «Нава» і бере участь у групі «Эдипов комплекс», Ян Ніколенко — лідер групи «Эдипов комплекс», учасник групи «БИ-2» (клавішні, флейта), Микола Лисов — до недавніх пір музикант групи «Пилот».

## Дискографія

### Номерні альбоми
- 1994 — Пыльная быль
- 1996 — Коллекционер оружия
- 1997 — Фонарь под глазом
- 1998 — Гранатовый альбом
- 1999 — Альтависта
- 2001 — 25-й кадр
- 2003 — Новые люди
- 2004 — Реверсивная хроника событий
- 2007 — Раздвоение личности
- 2009 — Сигнал из космоса
- 2012 — Обман зрения
- 2014 — Резонанс
- 2016 — Ключ к шифру
- 2018 — Встречная полоса

### Концертні альбоми
- 2000 — Альтависта live (2 CD)
- 2001 — Fellini Tour (спільний альбом з «БИ-2» та групою «Томас»)
- 2002 — Акустика (2 CD)

### Компіляції
- 2000 — Зн @ менатель
- 2007 — 13 років в рок-н-ролі (збірка найкращих пісень)

### Сингли
- 2002 — Гандбол
- 2004 — Романс
- 2013 — Мороз по коже
- 2020 — Передайте это Гарри Поттеру, если вдруг его встретите

### Сольні проекти
- 2004 — Черновики (сольний альбом Олександра Васильєва)
- 2014 — Павловский парк (поема, автор О. Васильєв) http://splean.ru/ [Архівовано 6 жовтня 2014 у Wayback Machine.][11]

## Відеокліпи
| Рік  | Назва               | Коментар |
| ---- | ------------------- | --- |
| 1994 | Мне сказали слово   | Режисер: Олег Куваєв. |
| 1995 | Будь моей тенью     | Режисер: Михайло Зельдин. Кліп був знятий за одну ніч в приміщенні ленінградського театру БУФ. Для зйомок були використані декорації вистави «Два клёна». Олег Куваєв виготовив для цього кліпу дві маски та разом зі своєю дружиною Ольгою (обидва — під масками) знявся в кліпі. |
| 1997 | Моя любовь          | Режисер: Ігор Перин. Ролик знятий в квітні 1997 року. У кліпі знімається вся група. Васильєв під «дощем» позує перед камерою, викурюючи сигарету. Спочатку Васильєв хотів знімати відео на більш характерну для тодішнього «Сплін» «Давай, Лама, Давай», але, за наполяганням Сергія Шкодина, взялися за «Мою Любовь», найжахливіший кліп «Сплін» на думку Олександра Васильєва. |
| 1997 | Орбит без сахара    | Режисер: Мечислав Юзовський. Оператор: Юрій Миронов. Ролик знятий у грудні 1997 року ще до виходу «Гранатового альбому». Тоді кліп не сходив з екранів телевізорів. Знімали на даху якихось гаражів в Москві. Коментар Васильєва: "Так подобався процес зйомок! По-перше, ми знімали на даху автобази, ми весь час перебували трошки над містом…, по-друге, режисер набрав 50 дівчат молодих та симпатичних, яким для зігріву, оскільки це була зима, і було холодно, налили 50 грам, від чого вони зарум'янилися, і стали проявляти свій сексуальний апетит. Вони його рівномірно розділили між усіма учасниками групи. І в той момент, коли ми почали зйомки — пішов сніг. Це була чарівна обстановка, я раптом зрозумів, що це буде офігенний кліп. І " орбіт " у мене один з найулюбленіших кліпів гурту " Сплін « досі» |
| 1998 | Выхода нет          | Режисер: Мечислав Юзовський. О.Васильєв про кліп: «Він до цієї пісні абсолютно не підходить! Між іншим, герой кліпу наприкінці повинен був йти під воду, в пальтечку та блейзері. Під пальтечко на мене наділи водолазний костюм та запевнили, що він непромокальний. Був січень. Крим. Я повільно йшов в розбурхане море по горло. Як лише вода піднялася до колін, я почав миттєво промокати. Чим далі я заходив, тим вона вища піднімалася. Мене врятував лише херес, випитий перед цим в кількості двох пляшок для зігріву. Внаслідок цей момент з кліпу вирізали! Я дуже обурювався. Тепер я режисера розумію: він хотів позбутися зовсім уже сумного фіналу». |
| 1998 | Катись, колесо!     | Режисер: Кирило Злотник. |
| 1999 | Молоко и мёд        | Режисер: Юрій Миронов. У кліпі використані фрагменти «Максидром-1999». |
| 1999 | Пил-курил           | Режисер: Олег Гладилин. Підхмелена компанія, їхавши вночі на автомобілі, потрапила в аварію. Внаслідок всі потрапили в лікарню. Виявилося, що в травмпункті лікарі ступенем тверезості не відрізняються від пацієнтів |
| 2000 | Мотоциклетная цепь  | Режисер: Олег Куваєв. Комп'ютерна анімація. |
| 2000 | Абсент              | Режисер: Олег Куваєв. Комп'ютерна анімація. |
| 2000 | Тебе это снится     | Режисер: Юрій Миронов. |
| 2001 | Остаёмся зимовать   | Режисер: Віктор Вілкс. |
| 2001 | Феллини             | Режисер: Олексій Сєченов. У кліпі використовується версія пісні, записана спільно з «БИ-2». |
| 2001 | Моё сердце          | Режисер: Олексій Сєченов. У кліпі використані фрагменти «Максидром-2001». |
| 2002 | Пластмассовая жизнь | Режисер: Михайло Сегал. Оператор: Марат Адельшин. |
| 2003 | Новые люди          | Режисер: Михайло Сегал. Оператор: Марат Адельшин. |
| 2003 | Романс              | Режисер: Михайло Сегал. Оператор: Марат Адельшин. |
| 2004 | Мы сидели и курили  | Режисер: Олег Куваєв. Мультиплікаційний кліп. |
| 2005 | Лабиринт            | Режисер: Ян Кравцов. Мальований кліп. |
| 2006 | Скажи               | Режисер: Михайло Сегал. Оператор: Марат Адельшин. |
| 2007 | Мамма Міа           | Режисер: Антон Сіверс. У кліпі використані фрагменти фільму «Гойдалки», до якого пісня є саундтреком. |
| 2009 | Вниз головой        | Режисери: Іван Єгоров, Ірина Матієнко. |
| 2012 | Страшная тайна      | Режисер: Вадим Шатров |
| 2013 | Дочь Самурая        | Режисер: Станіслав Довжик. Оператор: Михайло Мілашін |
| 2013 | Чудак               | Режисер: А.Нету. |
| 2013 | Праздник            | Режисер: А.Нету. Графіка: В. Кобрин. |
| 2013 | Мороз по коже       | Режисер: Андрій Кеззін. |
| 2014 | Помолчим немного    | Режисер: Андрій Кеззін. |

## Факти
- Група «Сплін» — перша російська група, яка набрала понад 1 млн прослуховувань на глобальному музичному проекті Last.fm.[15]
- Група є найпопулярнішою з існуючих російських груп за показниками Last.fm.[15]
- У групи «Сплін» є пісня «Маяк» на вірш Володимира Маяковського "Лиличка. Вместо письма"
- Пісня «Дочь самурая» присвячена Садако Сасакі.
- Пісня «Пластмассовая жизнь» згадується в грі Civilization V під час відкриття гравцем пластмаси.
- Рядок з пісні «Джим» перегукується з віршем Єсеніна «Собаке Качалова»:
- Мелодія пісні «Романс» прийшла до Васильєва після прослуховування одного з творів Шопена.

## Політична позиція
Олександр Васильєв та група Сплін не висловлювався безпосередньо з приводу повномасштабного вторгнення, але своїми діями дав зрозуміти, що проти війни в Україні.
27 лютого на сторінці музикантів у фейсбук зʼявився пост із чорним квадратом та хештегом «Ні війні!». Після аннексії Криму росією гурт Сплін відмовився виступати на півострові, незважаючи на те, що до цього учасники гурту Сплін часто відвідували Крим з концертами та грали там в аматорський футбол. Також відмовилися виступати у так званих ЛНР та ДНР. Після припинення концертів у Росії гурт перестав вести соцмережі.
20 серпня 2022 року гурт виступив на фестивалі «Чорнозем» у Воронежі, де виконав пісню «Вихода немає», присвятивши її всім, хто залишив росію. Перед піснею Олександр Васильєв сказав таке: «Дозвольте на прощання зіграти пісню, яку хотілося б присвятити гуртам «Машина времени», «Аквариум», Tequilajazzz та всім іншим, яким довелося виїхати з країни з різних причин. Але ми сподіваємося, що настане світлий день, коли всі повернуться і ми зіграємо тут для вас у Воронежі. Тому що у нас немає іншого виходу».
Також Васильєв тоді заявив: «Приємно бачити стільки людей, у яких збереглися милосердя, співчуття, людинолюбство, які не сприймають жорстокості, насильства та вбивства. У ці чорні ночі навіть мажорні пісні звучать сумно».